# Törnebladh
Törnebladh var en svensk adelsätt. Den utslocknade 1980.
Ätternas äldste kände anfader var tullskrivaren Nils Larsson (död 1589) i Stockholm, vars hustru enligt Anreps ättartavlor var Ingrid Slatte vars mor var en Kyle, vilka även är stamfader och stammoder för ätterna Törne, Törnflycht, von Törne och Törnstierna. Deras son Olof Nilsson (död 1652) var borgmästare i Stockholm, assessor i Svea hovrätt och häradshövding. Namnledet "Törne-" kom in i släkten med hans hustru Barbara Törne, vars efternamn dessas barn valde att använda.
De föregående makarnas son Hans Olofsson Törne var rådman och borgmästare i Stockholm samt preses i Politiaekollegium. Hans första hustru hette Christina Hising född i släkten Hising, en släkting till ärkebiskop Petrus Kenicius från Bureätten, och den andra hustrun var Ingrid Carlsdotter Ekenbom.
En son i äktenskapet med Christina Hising, Hans Hansson Törne, var hovkassör hos änkedrottning Hedvig Eleonora, och gift med Catharina Waldau. Deras son, kommissarien i Kammarrevisionen Carl Hansson Törne (1686-1737), adlades den 9 december 1719 under namnet Törnebladh och introducerades på Riddarhuset 1720 med ättenumret 1702. Han var gift med ofrälse Christina Lönbohm, dotter till brukspatronen och handlanden i Filipstad Anders Lönbohm och Maria Fernell.
Med deras söner, bergmästaren Anders Törnebladh (1730-81) och landskamreren Carl Hans Törnebladh (1733-1807), kom ätten att uppdelas i två grenar: huvudmannagrenen och yngre grenen. En son till den förre, Carl Petter Törnebladh (1774-1844), var justitiestatsminister 1841-1843.
Den yngre grenen utgick på svärdssidan 1946 med Riksbankens ombudsman bankosekreterare Carl Gustaf Henrik Törnebladh (1872-1946), medan huvudmannagrenen utslocknade den 27 december 1980.
Under en längre period skrevs ättens namn "Törneblad". Vid mitten av 1800-talet upptog dock ättemedlemmarna den ursprungliga stavningen med "h" på slutet, vilken används i släktens sköldebrev.

## Bemärkta ättemedlemmar
- Carl Petter Törnebladh (1774–1844), justitiestatsminister
- Ragnar Törnebladh (1833–1912), skolman och politiker